# Rund um Köln 2022
Il Rund um Köln 2022, centoquattresima edizione della corsa, valevole come evento dell'UCI Europe Tour 2022 categoria 1.1, si è svolto il 22 maggio 2022 su un percorso di 199,3 km, con partenza e arrivo a Colonia, in Germania. La vittoria è stata appannaggio del tedesco Nils Politt, che ha completato il percorso in 4h28'21", alla media di 44,561 km/h, precedendo l'olandese Danny van Poppel e il connazionale Nikias Arndt.
Al traguardo di Colonia 87 ciclisti, dei 143 partenti, hanno portato a termine la competizione.

## Squadre e corridori partecipanti
| N.      | Cod. | Squadra                  |
| ------- | ---- | ------------------------ |
| 1-7     | BOH  | Bora-Hansgrohe           |
| 11-17   | IPT  | Israel-Premier Tech      |
| 21-26   | LTS  | Lotto Soudal             |
| 31-37   | BEX  | Team BikeExchange-Jayco  |
| 41-47   | DSM  | Team DSM                 |
| 51-57   | APF  | Alpecin-Fenix            |
| 61-67   | BBK  | B&B Hotels-KTM           |
| 71-77   | SVB  | Sport Vlaanderen-Baloise |
| 81-87   | ARK  | Team Arkéa-Samsic        |
| 91-97   | BAI  | Bike Aid                 |
| 101-107 | LPC  | Leopard Pro Cycling      |

| N.      | Cod. | Squadra                      |
| ------- | ---- | ---------------------------- |
| 111-117 | PBS  | Maloja Pushbikers            |
| 121-127 | PUS  | P&S Benotti                  |
| 131-137 | RNR  | Rad-Net Rose Team            |
| 141-147 | SWT  | Santic-Wibatech              |
| 151-157 | SVL  | Saris Rouvy Sauerland Team   |
| 161-167 | TDA  | Team Dauner/Akkon            |
| 171-177 | RSW  | Team Felbermayr-Simplon Wels |
| 181-187 | LKH  | Team Lotto-Kern Haus         |
| 191-197 | COF  | Cofidis                      |
| 201-207 | VBG  | Team Vorarlberg              |

## Ordine d'arrivo (Top 10)
| Pos. | Corridore         | Squadra      | Tempo    |
| ---- | ----------------- | ------------ | -------- |
| 1    | Nils Politt       | Bora         | 4h28'21" |
| 2    | Danny van Poppel  | Bora         | a 13"    |
| 3    | Nikias Arndt      | DSM          | a 18"    |
| 4    | Dylan Groenewegen | BikeExchange | a 48"    |
| 5    | Sam Bennett       | Bora         | s.t.     |
| 6    | Jasper Philipsen  | Alpecin      | s.t.     |
| 7    | Tom Bohli         | Cofidis      | s.t.     |
| 8    | Hugo Hofstetter   | Arkéa        | s.t.     |
| 9    | Pavel Bittner     | DSM          | s.t.     |
| 10   | Ryan Mullen       | Bora         | s.t.     |